# Hvisselhøj

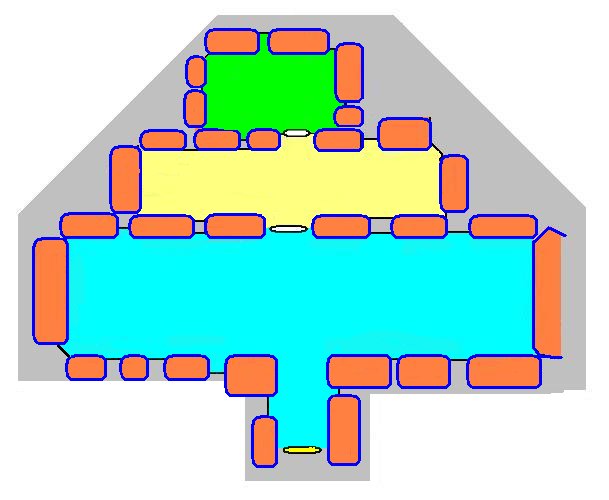
Der Hvisselhøj, die komplexeste Anlage in Dänemark

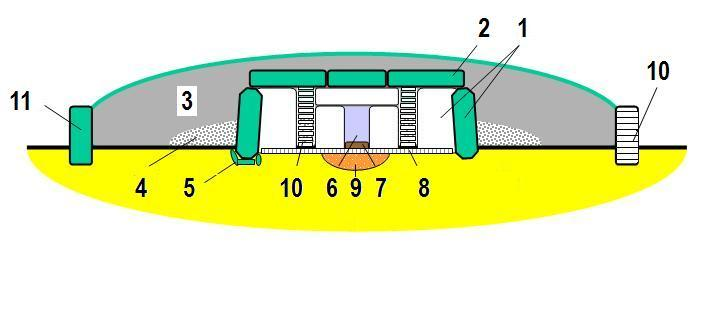
Schema Ganggrab (Querschnitt) 1=Trag-, 2= Deckstein, 3=Erdhügel, 4=Dichtung, 5=Verkeilsteine, 6=Zugang, 7= Schwellenstein. 8=Bodenplatten, 9=Unterbodendepots, 10=Zwischenmauerwerk 11=Randsteine

Hvisselhøj (auch Vissehøj oder Visihøj) ist ein 1915 ausgegrabenes Ganggrab (dänisch Jættestue) mit drei parallel angeordneten Kammern. Seine Bauweise ist einzigartig und hat nur auf Malta ein Gegenstück. Es liegt in Han Herred, in einem intakten Erdhügel, nördlich des Limfjord am Alsbjergvej in der Nähe von Attrup auf der Insel Vendsyssel-Thy in Dänemark. 
Es ist eine in der Jungsteinzeit (3500–2800 v. Chr.) entstandene Megalithanlage der Trichterbecherkultur (TBK). Das Ganggrab ist eine Bauform jungsteinzeitlicher Megalithanlagen, die aus einer Kammer und einem baulich abgesetzten, lateralen Gang besteht. Diese Form ist primär in Dänemark, Deutschland und Skandinavien sowie vereinzelt in Frankreich und den Niederlanden zu finden. Neolithische Monumente sind Ausdruck der Kultur und Ideologie neolithischer Gesellschaften. Ihre Entstehung und Funktion gelten als Kennzeichen der sozialen Entwicklung.

## Beschreibung
Ein enger Gang führt in die etwa 8,0 m lange und 1,5 m breite erste Kammer. Ein enger, mittig gelegener Durchlass führt in die weniger als 6,0 m lange und knapp einen Meter breite sekundäre Kammer, die wiederum durch eine noch kleinere Öffnung mit der wenig mehr als zwei Meter langen und mittig etwas über einen Meter breiten tertiären Kammer verbunden ist. 
- Kammer 1 hat fünf Deck- und 15 Tragsteine
- Kammer 2 hat sieben Deck- und 11 Tragsteine (davon vier gemeinsam mit Kammer 1 und drei mit Kammer 3)
- Kammer 3 hat zwei Deck- acht Tragtragsteine (davon drei gemeinsam mit Kammer 2)

Die Ausgrabung des Hvisselhøj ergab, dass die drei miteinander verbundenen Kammern gleichzeitig gebaut wurden. Die vorgeschichtliche Konstruktion wurde bei der Restaurierung mit Eisenträgern gesichert, die 1998 durch Edelstahl ersetzt wurden. Ganggräber mit zwei allerdings nebeneinanderliegenden Kammern („dobbeltjættestue“) sind in Dänemark nicht so selten (in Schonen gibt es drei).